# Paços (Fafe)
Paços es una freguesia portuguesa del municipio de Fafe, distrito de Braga.

## Historia
La freguesia se llamó Passos hasta el 3 de julio de 2020.

## Demografía
| Gráfica de evolución demográfica de Paços entre 2001 y 2021 |
|                                                             |
| Datos según el nomenclátor publicado por el INE portugués.  |